# Лермитт, Жан Жак
Жан Жак Лермитт (20 января 1877, Мон-Сен-Пер, Пикардия — 24 января 1959, Париж) — французский невропатолог и психиатр. Педагог, профессор (1922). Член Парижской медицинской академии (1942).

## Биография
Родился в семье художника Леона Лермитта. Учился в Сент-Этьене. До 1907 года изучал медицину в Парижском университете. В 1908 году — главный врач клиники, в 1910 г. возглавлял лабораторию.
Во время Первой мировой войны возглавлял неврологический центр в Ле-Бурже. С 1919 года — главный врач госпиталя в Вильжюиф. В послевоенные годы руководил медицинской школой, с 1922 года стал профессором неврологии медицинского факультета Парижского университета.
Руководил также фондом Дежерина. Был главным врачом больницы Сальпетриер. Редактировал специализированный медицинский журнал «L’Encéphale», член редакций журналов «Revue neurologique» и «Monatsschrift für Neurologie und Psychiatrie».
Почётный член многих французских и зарубежных медицинских обществ. Президент неврологического общества Парижа, Медицинского психологического общества и др. Почётный профессор медицинского факультета Парижского университета с 1948 года.
Командор Ордена Почётного легиона (1955).

## Научная деятельность
Многочисленные научные работы Ж. Лермитта посвящены вопросам морфологии нервной системы, клинической неврологии, психиатрии и психологии. Во время Первой мировой войны изучал травмы позвоночника, интересовался нейропсихиатрией. Изучал также послевоенные психоневрозы, диэнцефальную эпилепсию, ревматические поражения нервной системы, каталепсию пробуждения, двусторонние старческие парапарезы за счет уплотнения мышц с последующими контрактурами сгибателей, старческие атрофические изменения в черве мозжечка, ведущие к инкоординации. Широко известен описанный им в 1920 году синдром «педункулярного галлюциноза» при опухолях или воспалительных и сосудистых изменениях в покрышке среднего мозга.
В 1923 г. Ж. Лермитт описал феномен электрического разряда, пронизывающего всё тело при наклоне головы вперед, как диагностический признак рассеянного склероза при локализации процесса в шейном отделе спинного мозга.
Будучи глубоко религиозным человеком, он исследовал общее между теологией и медициной, что привело к интересным исследованиям о демонизме и стигматизации .
Автор эпонимов. Два указанных выше синдрома названы его именем (Симптом Лермитта), а также Болезнь Лермитта-Дюкло, Синдром Лермитта-Леви, Синдром Лермитта-Треллеса, Синдром Лермитта-МакАльпина и другие.

## Избранные труды
- Techniques anatomo-pathologiques du système nerveux. Париж, 1914
- Psycho-névroses de guerre. Париж, 1916
- Les blessures de la moelle épinière. Париж, 1917
- La section totale de la moelle épinière. Париж, 1918
- Les fondements biologiques de la psychologie. Париж, 1925 [русский перевод: Лермитт Ж. Биологические основы психологии (пер. под ред. В.П.Протопопова). Харьков, Изд-во "Научная мысль", 1929 г.]
- Les hallucinations: clinique et physiopathologie. Париж, 1951